# 波氏鋸蓋魚
波氏鋸蓋魚為輻鰭魚綱鱸形目鱸亞目鋸蓋魚科的一種，分布於中西大西洋墨西哥至貝里斯淡水、半鹹水及海域，體長可達90公分，棲息在沿海潟湖及河口底層水域，屬肉食性，以甲殼類及魚類為食，生活習性不明，可做為食用魚及遊釣魚。

## 擴展閱讀
維基物種上的相關：波氏鋸蓋魚